# Eberconazole
Eberconazole là thuốc chống nấm. Là một loại kem bôi 1%, nó là một phương pháp điều trị hiệu quả cho bệnh viêm da cơ địa, nấm candida và pityriocation.
Nó đã được phê duyệt để sử dụng ở Tây Ban Nha vào năm 2015 và được bán dưới tên thương mại Ebernet. Nó cũng được phê duyệt để sử dụng ở Panama, Guatemala, Costa Rica, Honduras và Cộng hòa Dominica.